# Орудьєвського т/б предприятія
Ору́дьєвського т/б предприя́тія (рос. Орудьевського т/б предприятия) — селище у складі Дмитровського міського округу Московської області, Росія.
Стара назва — селище Орудьєвського Торфобрикетного Предприятія.

## Населення
Населення — 326 осіб (2010; 421 у 2002).
Національний склад (станом на 2002 рік):
- росіяни — 92 %